# Kabomani-Tapir
Die Einteilung der Lebewesen in Systematiken ist kontinuierlicher Gegenstand der Forschung. So existieren neben- und nacheinander verschiedene systematische Klassifikationen. 
Das hier behandelte Taxon ist durch neue Forschungen obsolet geworden oder ist aus anderen Gründen nicht Teil der in der deutschsprachigen Wikipedia dargestellten Systematik.
Als Kabomani-Tapir (Tapirus kabomani) wird eine mögliche Art der Tapire bezeichnet. Es soll sich hierbei um den kleinsten der heute lebenden Vertreter der Gruppe handeln. Er wurde 2013 erstmals beschrieben und wäre damit der erste neu entdeckte heute lebende Unpaarhufer seit 100 Jahren und das größte neuentdeckte Säugetier seit dem Saola. Der Holotyp wurde im Dezember 2009 im Amazonasregenwald gefunden. Die Diskussion um die Eigenständigkeit der Tapirart wird kontrovers geführt.

## Beschreibung

### Habitus
Der Kabomani-Tapir erreicht eine Gesamtlänge von 130 cm und eine Schulterhöhe von etwa 90 cm. Mit einem durchschnittlichen Gewicht von 110 kg ist er kleiner als die bisher kleinste bekannte Tapirart, der Bergtapir (Tapirus pinchaque), welcher zwischen 150 und 225 kg wiegt. Möglicherweise sind die Weibchen etwas größer als die Männchen. Das Fell ist dunkler als beim sympatrisch auftretenden Flachlandtapir (T. terrestris) und hat eine dunkelgraue bis dunkelbraune Tönung. Wie dieser besitzt er eine Mähne am Kopf, die aber breiter ist und weiter hinten ansetzt. Weibchen weisen einen hellen Kehlfleck vom Kinn über den Ansatz der Ohren bis zum Nacken auf, ähnlich dem Mittelamerikanischen Tapir (T. bairdii). Wie bei allen rezenten Tapirarten sind die Ohrenspitzen bei beiden Geschlechtern weiß gefärbt. Weiterhin ist die Schnauze hinter der Nase deutlich breiter gestaltet als beim Flachlandtapir. Auffällig erscheinen auch die verhältnismäßig kurzen Gliedmaßen im Vergleich zu den anderen heutigen Tapiren.

### Schädelmerkmale
Charakteristisch ist der Scheitelkamm, der bei allen südamerikanischen Tapirarten auftritt, dem Mittelamerikanischen und dem Schabrackentapir (T. indicus) jedoch fehlt. Im Gegensatz zum Flachlandtapir ist dieser Scheitelkamm beim Kabomani-Tapir aber breiter und kürzer und setzt weiter hinten an, wobei er am Stirnbein dreieckig breit aufgefächert erscheint. Zudem ist er niedriger und verläuft nicht so stark geschwungen wie beim Flachlandtapir. Weitere Merkmale sind der nicht so stark aufwärts gerichtete Verlauf des Nasenbeins im Vergleich zum Berg- und Mittelamerikanischen Tapir und das leicht abwärts zeigende Rostrum.

## Verbreitung
Der Kabomani-Tapir kommt in Südamerika im westlichen Amazonien vor, wo er bisher für die brasilianischen Bundesstaaten Amazonas, Rondônia und Mato Grosso beschrieben ist, ebenso wie für das Departamento de Amazonas im südlichen Kolumbien. Die Landschaft, in der die Tapirart nachgewiesen ist, besteht aus einem Mosaik aus Wäldern und Savannen. Berichte von Augenzeugen lassen vermuten, dass die Art auch im östlichen Amazonien im Bundesstaat Amapá und in Französisch-Guayana anzutreffen ist.

## Lebensweise
Über die Lebensweise des Kabomani-Tapirs ist kaum etwas bekannt. Untersuchte Kotreste ergaben verzehrte Blätter und Samen unter anderem der Babassupalme und anderer Palmengewächse wie Attalea und Astrocaryum.

## Systematik

### Allgemein
Der Kabomani-Tapir wird als eine mögliche Art aus der Gattung der Tapire (Tapirus) angesehen, die bei ihrer Anerkennung den insgesamt fünften rezente Vertreter repräsentieren würde. Die Tapire wiederum sind Teil der im Deutschen gleichnamigen Familie der Tapire (Tapiridae). Die Gattung Tapirus trennte sich laut molekulargenetischen Daten vor rund 25 Millionen Jahren mit der Abspaltung des einzigen rezenten asiatischen Tapirs, des Schabrackentapirs (Tapirus indicus) auf, die Linie des Mittelamerikanischen Tapirs (Tapirus bairdii) folgte vor etwa 11 Millionen Jahren. Die südamerikanischen Vertreter zweigten sich erst vor rund 2 Millionen Jahren voneinander ab. Möglicherweise steht dies mit der Einwanderung der Stammform der südamerikanischen Tapire auf den südamerikanischen Kontinent nach der Schließung des Isthmus von Panama und der dabei entstandenen Landbrücke im Zusammenhang.

### Entdeckungsgeschichte und Erstbeschreibung
Erstmals wurde der Wissenschaft eine mögliche neue Tapirart im Jahr 2011 während eines internationalen Symposiums der Tapir Specialist Group der IUCN in Kuala Lumpur (Malaysia) von einer Forschergruppe um Mario Cozzuol vorgestellt. Die wissenschaftliche Erstbeschreibung des Kabomani-Tapirs erfolgte dann im Jahr 2013. Der Holotyp (Exemplarnummer UFMG 3177) umfasst ein Skelett mit Hautresten eines jungen Männchens, dessen hinterer Backenzahn noch nicht durchgebrochen war. Dieses war im Jahr 2009 im südlichen Amazonasgebiet gesammelt worden. Weiterhin dienten mehrere Skelettteile und Schädel als Belegfunde; die Tiere waren teilweise von Jägern des lokalen Stammes der Karitiana im brasilianischen Bundesstaat Rondônia erlegt worden. Ein Schädel und ein Fell waren bereits 1914 von Theodore Roosevelt während der Roosevelt-Rondon Scientific Expedition am Rio Sepotuba im Mato Grosso gesammelt worden und gehören heute zum Bestand des American Museum of Natural History. Weiterhin konnte die Tapirart im westlichen Amazonasgebiet anhand von Trittsiegeln und Kotresten nachgewiesen sowie mit Kamerafallen beobachtet werden. Der Artname leitet sich von „Arabo kabomani“ ab, der Bezeichnung des Tapirs in der Sprache der Paumari-Indianer. Die Beschreibung des Kabomani-Tapirs ist die erste eines rezent lebenden Tapirs seit 1865, als der Mittelamerikanische Tapir vorgestellt wurde.

### Kontroverse
Die Erstbeschreibung aus dem Jahr 2013 schloss Genanalysen unter Berücksichtigung von knapp 70 Individuen aller Tapirarten ein. Ihnen zufolge ist der Kabomani-Tapir als das Schwestertaxon der beiden anderen südamerikanischen Tapire, des Flachlandtapirs (Tapirus terrestris) und des Bergtapirs (Tapirus pinchaque), aufzufassen. Aus anatomischer Sicht erwies sich die nur fossil belegte Art Tapirus rondoniensis aus dem Oberen Pleistozän als der nächste Verwandte. Die Form wurde 2011 anhand eines 36 cm langen gefundenen Schädels aus dem westlichen Brasilien beschrieben. Schon kurz nach der Erstbeschreibung durch Cozzuol und Kollegen wurde die Etablierung einer neuen Tapirart im Amazonasbecken aber als kritisch betrachtet. So verwiesen einige Forscher auf methodische Unstimmigkeiten, da genetische Untersuchungen auf Hautresten vom südwestlichen und nordwestlichen Amazonasgebiet basierten, morphologische Studien aber nur auf Funden aus dem angenommenen südwestlichen Verbreitungsgebiet, womit die Daten nur noch bedingt vergleichbar sind. Auch die genetischen Untersuchungen selbst wurden kritisiert, ebenso wie die Beurteilung der anatomischen Merkmale und der ethnographischen Hinweise lokaler, teils indigener Volksgruppen. Darüber hinaus wiesen die Wissenschaftler darauf hin, dass die Unterscheidung des Flachland- und des Bergtapirs ursprünglich weitgehend auf äußeren Merkmalen beruhte, die genetischen Abstände der beiden Arten aber sehr gering seien. Dadurch bestünde die Möglichkeit, dass letztere nur eine spezielle ökologische Ausprägung (ecomorph) der ersteren darstellt, beide Tapirarten somit also identisch sind, was wiederum als Argument gegen eine Eigenständigkeit des Kabomani-Tapirs aufzufassen wäre.
Dem widersprachen aber Cozzuol und Kollegen, indem sie die deutlichen Unterschiede in der Schädelmorphologie, vor allem die abweichende Ausprägung des Scheitelkamms beim Kabomani-Tapir im Vergleich zum Flachland- und zum Bergtapir hervorhoben. Auch ergaben die genetischen Untersuchungen ihrer Meinung nach markante Unterschiede zwischen den einzelnen Tapirarten. Dadurch seien sowohl der Bergtapir als auch der Kabomani-Tapir als monophyletisch anzusehen, während der Flachlandtapir dagegen aber paraphyletischen Ursprungs sein könnte. Die Ansicht ergab sich daraus, dass in den Untersuchungen 2013 einige Flachlandtapire genetisch außerhalb der Klade mit dem Bergtapir standen. Dem gegenüber stehen erneute genetische Studien aus dem Jahr 2016 an mehr als 200 Tapiren aus dem gesamten Verbreitungsgebiet, darunter rund 170 Individuen aus Südamerika. Durch die nun größere Individuenanzahl lösten sich nach Aussagen der Bearbeiter um Manuel Ruiz-García die problematischen Verwandtschaftsverhältnisse auf. Der Kabomani-Tapir bildet hier eine Gruppe innerhalb des Flachlandtapirs, die sich durch einen eigenständigen Haplotypus auszeichnet. Der Flachlandtapir selbst tritt im Gegensatz zu den Ergebnissen von Cozzuol und Kollegen als geschlossene genetische Einheit auf und setzt sich deutlich vom Bergtapir ab. Daraus resultierend erkennt die Arbeitsgruppe um Ruiz-García den Kabomani-Tapir nur als besondere Variante des Flachlandtapirs an. Zwei anatomisch basierte Studien aus den Jahren 2019 und 2022 trennen hingegen den Kabomani-Tapir anhand von schädel- und zahnmorphologischen sowie -metrischen Merkmalen ab.
Während einer internationalen Tagung im November 2014, organisiert von der Tapir Specialist Group der IUCN, erfolgte eine kritische Auseinandersetzung über die Anerkennung des Kabomani-Tapirs als fünfte Tapirart. Dabei wurde von der Tapir Specialist Group ein neues Strategiepapier vorgeschlagen, das sowohl weitere Untersuchungen zur Absicherung des Artstatus des Kabomani-Tapirs vorsieht als auch die Erarbeitung konkreter Schutzmaßnahmen im Falle einer vollständigen Anerkennung einbezieht. Die Laufzeit dieses Aktionsplans ist vorerst bis auf das Jahr 2017 festgelegt, wodurch bisher auch noch keine Aufnahme des Kabomani-Tapirs in die Rote Liste gefährdeter Arten der IUCN erfolgte; dort sind derzeit nur die vier bereits länger bekannten Tapirarten ausgewiesen. In einem im Jahr 2024 erschienenen Standardwerk zu den Tapiren wird der Kabomani-Tapir in Übereinstimmung mit den genetischen Untersuchungen aus dem Jahr 2016 als tief in den Flachlandtapir eingebettet eingestuft und die Art nicht anerkannt.